# Tanytarsus tetradendatum
Tanytarsus tetradendatum är en tvåvingeart som först beskrevs av Alexander S. Konstantinov 1952.  Tanytarsus tetradendatum ingår i släktet Tanytarsus och familjen fjädermyggor. Inga underarter finns listade i Catalogue of Life.